# Yuncheng, Yunfu
Yuncheng är ett stadsdistrikt och säte för stadsfullmäktige i staden Yunfu på prefekturnivå  i provinsen Guangdong i sydöstra Kina.
Yuncheng  är indelat i fyra stadsdelsdistrikt och fyra köpingar.
Stadsdelsdistrikt (jiedao):

- Antang (安塘街道)
- Gaofeng (高峰街道)
- Hekou (河口街道)
- Yuncheng (云城街道)

Köpingar (zhen):

- Nansheng (南盛镇)
- Qianfeng (前锋镇)
- Silao (思劳镇)
- Yaogu (腰古镇)